# 普通律
普通律（Common metre, 省略形：C. M.）は、弱強格調の韻律で、音節の長さが「8, 6, 8, 6」の（厳密にいうと、弱強四歩格と弱強三歩格が交互に繰り返される）四行詩を構成する。『アメイジング・グレイス』のような賛美歌や、クリスマス・キャロル『While Shepherds Watched their Flocks By Night』で使われることが多く、賛美歌調（hymn metres）ともいう。押韻構成は「ABAB」である。
A-maz-ing Grace, how sweet the sound, - (A)
That saved a wretch like me! - (B)
I once was lost, but now am found, - (A)
Was blind, but now I see. - (B)
— ジョン・ニュートン（en:John Newton）『アメイジング・グレイス』

## バラッド律
『タム・リン』（en:Tam Lin）などのバラッドに使われるバラッド律（バラッド格調、ballad metre）は普通律の変化形である。普通律同様、弱強格の四行連で、第1行・第3行に4つの強勢（強いアクセント）を、第2行・第4行に3つの強勢を持ち、普通、押韻されている。バラッド律が普通律と異なるのは、普通律の押韻構成が「ABAB」なのに対し、バラッド律は「XAXA」である（「X」は押韻されていないことを示す）。
エミリー・ディキンソンの多くの詩がバラッド律で書かれている。
Because I could not stop for Death,
He kindly stopped for me; - (A)
The Carriage held but just Ourselves
And Immortality. - (A)
— エミリー・ディキンソンの詩712番
他にも、ウィリアム・ワーズワースの『Lucy Poems』の中の全詩がバラッド律で書かれている。